# Vernon Mountcastle
Vernon Benjamin Mountcastle (* 15. Juli 1918 in Shelbyville, Kentucky; † 11. Januar 2015 in Baltimore, Maryland) war ein US-amerikanischer Neurowissenschaftler.

## Leben
Mountcastle war von 1964 bis 1980 Nachfolger von Philip Bard als Direktor des Department of Physiology at the School of Medicine an der Johns Hopkins University. Hier gründete er die Philip Bard Laboratories of Neurophysiology, die Teil des Department of Neuroscience wurden. Von 1970 bis 1971 war er Präsident der Society for Neuroscience.
In einer Arbeit von 1957 über die Organisation der somatosensorischen Hirnbereiche von Katzen wies er die Gliederung der Cortex in diesem Bereich in säulenförmig angeordneten Nervenzellen nach, die etwa 500 Mikrometer Ausdehnung haben. Nervenzellen innerhalb dieses Bereichs haben ein gemeinsames Rezeptionsfeld.
1965 wurde er in die American Academy of Arts and Sciences, 1966 in die National Academy of Sciences, 1976 in die American Philosophical Society und 1989 in die Académie des sciences gewählt. 
1974 wurde er mit dem Karl Spencer Lashley Award, 1978 mit dem Louisa-Gross-Horwitz-Preis, 1980 mit dem Ralph-W.-Gerard-Preis, 1983 mit dem Albert Lasker Award for Basic Medical Research, 1986 mit der United States National Medal of Science und 1998 mit dem NAS Award in the Neurosciences ausgezeichnet.
Vernon Mountcastle starb am 11. Januar 2015 in seinem Zuhause in Baltimore, Maryland, im Alter von 96 Jahren an den Folgen einer Grippe.

## Schriften
- Mountcastle, Vernon B.: Brain mechanisms for directed attention. Journal of the Royal Society of Medicine 71.1 (1978): 14-28.
- V. Mountcastle: An Organizing Principle for Cerebral Function: The Unit Model and the Distributed System. In: Gerald M. Edelman, Vernon B. Mountcastle (Hrsg.): Mindful Brain: Cortical Organization and the Group-Selective Theory of Higher Brain Function. MIT Press, Cambridge, MA 1978, ISBN 0-262-05020-X.
- Mountcastle, Vernon B.: The columnar organization of the neocortex. Brain: a journal of neurology 120.4 (1997): 701-722.
- Vernon B. Mountcastle [ed.] (1980): Medical physiology. St. Louis u. a.: Mosby, 1980.